# Trevor Ford (voetballer)
Trevor Ford (Swansea, 1 oktober 1923 – aldaar, 29 mei 2003) was een Welsh voetballer.

## Clubcarrière
Trevor Ford begon zijn voetballoopbaan in zijn geboorteplaats bij de club Swansea City. Maar al snel werd hij overgenomen door het grotere Aston Villa. In de periode 1947–1950 scoorde hij in 128 wedstrijden 61 doelpunten. In 1950 werd hij, toen op 27-jarige leeftijd, voor bijna 30.000 pond overgenomen door ‘Bank of Engeland’ club Sunderland, een toenmalig record. Hij speelde 108 competitiewedstrijden voor Sunderland en scoorde daarin 67 keer.
In december 1953 tekende hij bij Cardiff City. Hij speelt daar drie jaar en heeft het clubrecord op zijn staan als hij op 23 oktober 1954 al na 15 seconde scoort tegen Charlton Athletic. Zijn carrière lijkt ten einde als Cardiff City degradeert en onthuld wordt dat Ford in zijn carrière zwart geld heeft aangenomen. Toch haalde PSV hem naar Eindhoven. Trevor Ford speelde in 3 seizoenen voor PSV 53 competitiewedstrijden en scoorde daarin 21 keer. Na een korte periode bij Newport County AFC beëindigde hij bij Romford zijn carrière.

## Interlandcarrière
Hij speelde 38 interlands voor Wales en scoorde 23 keer. Hij maakte zijn debuut voor de nationale ploeg op 19 oktober 1946 in de thuiswedstrijd tegen Schotland (3-1).